# Христо Йовков
Христо Йовков Пушкаров е български националреволюционер, член на Ловчанския частен революционен комитет на ВРО.

## Биография
Христо Йовков е роден през 1846 г. в гр. Ловеч. Син е на известния и заможен занаятчия-кафтанджия Йовко Пушкаров. Учи в Долнокрайското училище в Ловеч. Продължава бащиния занаят. Заедно с Анастас Хитров учредяват търговска фирма за манифактурни стоки.
Член-учредител на Ловешкия частен революционен комитет на ВРО. Като общински съветник, избран от българското население, осигурява на комитета сведения за действията и намеренията ловчанската османска власт. Заедно с Анастас Хитров подпомагат дейността на комитета с приходите от търговската фирмата и създаденото от тях земеделско стопанство в село Владиня.
След Арабаконашкия обир продължава революционната си дейност. Участва в създаването на Втория Ловчански частен революционен комитет и подготовката на Априлското въстание (1876).
След първото освобождение на Ловеч през Руско-турската война (1877 – 1878) е в състава на градската въоръжена стража. Отбранява града при превземането му от ордите на Рифат паша. Загива в уличните боеве на 15 юли 1877 г.